# Worst Week
Worst Week er en amerikansk tv-serie skabt af Mark Bussell og Justin Sbresni. Serien debuterede på CBS den 22. september 2008, men allerede efter 16 afsnit, blev serien stoppet den 16. februar 2009 på grund af lave seertal.